# Wang Yen-nien
Wang Yen-Nien (19 décembre 1914 - 4 mai 2008), né à Taiyuan dans le Shanxi, fut un professeur de Tai Chi Chuan influent. Il transmit le style Yangjia Michuan Taiji Quan (Transmission Secrète de la Famille Yang) à de nombreux étudiants venus du monde entier à Taipei entre 1950 et 2005.

## Biographie
Très jeune, Wang Yen-nien se  passionne pour les arts martiaux. Il pratique le Shaolin quan, le Xingyi quan et le Tantui. Il pratique également le Neigong, méditation taoïste avec son maître Zhang Maolin. Diplômé de l'Académie Militaire de la province du Shanxi en 1937, il prit part aux combats lors de la guerre sino-japonaise jusqu'en 1945. C'est alors qu'il fut présenté au maître de Taiji quan Zhang Qinlin. Wang devint son disciple et Zhang lui enseigna la forme secrète de la famille Yang telle que Yang Jianhou la lui avait transmise. En 1949 avec les nationalistes, il suivit le gouvernement en exil à Taïwan, où il retrouva Cheng Man Ching, son aîné parmi les élèves de Zhang Qinlin.
Employé au Ministère de la Défense, Wang commença en 1950 une seconde partie de carrière comme professeur de Taijii Quan dans le parc du Grand Hotel de Taipei, où il avait coutume de s'entraîner.Il fonda en 1956 avec d'autres professeurs l’Association Nationale du Taiji Quan, et prit une part très active dans la diffusion internationale du style Yangjia Michuan.